# Domprix
Domprix település Franciaországban, Meurthe-et-Moselle megyében. Lakosainak száma 99 fő (2022. január 1.). Domprix Avillers, Landres, Piennes, Preutin-Higny, Xivry-Circourt, Bouligny és Spincourt községekkel határos.

## Népesség
A település népességének változása:
| Lakosok száma | 100  | 95   | 65   | 80   | 74   | 81   | 87   | 93   | 97   | 99   |
|               | 1968 | 1982 | 1990 | 2006 | 2013 | 2015 | 2017 | 2019 | 2020 | 2022 |